# 北ペルー共和国

北ペルー共和国
República Nor-Peruana
Republic of North Peru

赤が北ペルー共和国、赤と白がペルー・ボリビア連合の領土

北ペルー共和国は現ペルーの北部で3年間続いた短命国家である。ペルー・ボリビア連合の構成国であった。首都はリマ。人口は831,338人。面積は現ペルーの約2/3である(856,814km²)であった。

## 設立
1836年、ボリビアの大統領アンドレス・デ・サンタ・クルスはペルーの支配者であるアグスティン・ガマーラを破り、ペルーを北ペルー共和国と南ペルー共和国に分けて統治した。そしてペルー・ボリビア連合が5月9日に結成され、その構成国となった。

## 消滅
だがこの連合も長くは続かなかった。建国時にペルーの政治家達が隣国のチリに亡命し、1836年からがペルー・ボリビア連合とチリを中心とする連合で連合戦争が起こった。連合戦争は1839年まで続き、敗北したペルー・ボリビア連合は8月25日に崩壊し、ペルーは統一され、ボリビアから独立した。